# Seppo Toivonen
Seppo Toivonen (* 23. März 1957) ist ein ehemaliger schwedischer Skispringer.

## Werdegang
Toivonen sprang erstmals im Rahmen der Vierschanzentournee 1979/80 bei einem internationalen Springen. Bei der Vierschanzentournee blieb er jedoch erfolglos. Erst im ersten Springen nach der Tournee konnte er im japanischen Sapporo erste Weltcup-Punkte gewinnen. In Thunder Bay erreichte er eine Woche später mit dem 9. Platz die beste Platzierung seiner Karriere. Er beendete die Saison am Ende auf dem 53. Platz in der Weltcup-Gesamtwertung.
Bei den Schwedischen Meisterschaften 1981 gewann Toivonen Gold von der Großschanze.
Sein letztes internationales Turnier war die Nordische Skiweltmeisterschaft 1982 in Oslo. Auf der Normalschanze sprang Toivonen auf den 32. Platz und auf der Großschanze auf den 47. Platz. Kurz nach der Weltmeisterschaft gewann Toivonen bei den Schwedischen Meisterschaften 1982 auf der Normal- und der Großschanze jeweils die Goldmedaille und beendete danach seine aktive Skisprungkarriere.

## Erfolge

### Weltcup-Platzierungen
| Saison  | Platz | Punkte |
| ------- | ----- | ------ |
| 1979/80 | 52.   | 17     |